# Stavropol (vùng)
Stavropol Krai (tiếng Nga: Ставропо́льский край, Stavropolsky kray) là một chủ thể liên bang của Nga (một vùng). Trung tâm hành chính là thành phố Stavropol và thành phố Pyatigorsk, trung tâm hành chính Vùng liên bang Bắc Kavkaz. Dân số năm 2010 là 2.786.281 người.

## Địa lý
Stavropol Krai bao gồm phần trung tâm của Bắc Kavkaz và hầu hết các sườn phía bắc của Caucasus Major. Nó giáp Rostov Oblast, Krasnodar Krai, Cộng hòa Kalmykia, Cộng hòa Dagestan, Cộng hòa Chechnya, Cộng hòa Bắc Ossetia-Alania, Cộng hòa Kabardino-Balkar, và Cộng hòa Karachay-Cherkessia.

## Liên kết
- (tiếng Anh) News and events of Stavropol Krai Lưu trữ ngày 30 tháng 9 năm 2007 tại Wayback Machine